# 김진규 (1953년)
김진규(金珍圭, 1953년 9월 25일 ~ , 서울)는 대한민국의 공무원이다. 

## 학력
- 서울대학교 인류학 학사
- 밴더빌트대학교 대학원 경제학 석사

## 경력
- 2001년 : 금융감독위원회 기획행정실 기획과장
- 2002년 : 금융정보분석원 기획행정실장
- 2005년 : 통계청 통계교육원장
- 2006년 : 통계청 정책홍보관리관
- 2008년 : 통계청 사회통계국장
- 2009년 : 통계청 차장
- 2011년 4월 ~ 2012년 5월 : 한국거래소 파생상품시장본부장
- 2012년 5월 ~ 2014년 : 한국거래소 유가증권시장본부장
- 2014년 : 한국상장회사협의회 상근부회장